# 日本における反ユダヤ主義
日本における反ユダヤ主義（にほんにおけるはんゆだやしゅぎ、英Antisemitism in Japan）では、日本国内で起こったユダヤ人またはユダヤ教に対する迫害や偏見に基づく反ユダヤ主義、およびそれに関連する事象も取り上げる。
日本ではユダヤ人口が少なく、第二次世界大戦を前に民族主義的イデオロギーとプロパガンダが少数の日本人に影響を与えるまで、ヨーロッパにおけるような伝統的な反ユダヤ主義はなかった。
戦争直前から戦時中にかけて、日本の同盟国だった国家社会主義ドイツ労働者党(ナチス)政権下のドイツ政府は、戦前に日本に反ユダヤ主義を採用するよう奨励、戦後も過激派のグループやイデオロギー信奉者がユダヤ陰謀論を喧伝してきたが、日本国内では反ユダヤ主義が日本国民に影響力を持つほどには拡大しなかった。イスラエル建国以後はキリスト教由来の反ユダヤ主義を持つ欧米諸国では、パレスチナへの同情由来の反イスラエル感情が起きていて、イスラム世界では激しい反イスラエル感情で新たな反ユダヤ主義の中心地となっている。それに対して、日本はイスラエル・パレスチナ双方と交流する方針を取りながらも、国民に目立った反発・派閥対立も起こっていない。戦後に来日したユダヤ系が一人の外国人として街でじろじろ見られても、「ユダヤ系外国人として差別」されるようなものではなかった。イスラエル国内でも、「（第二次世界大戦集結以前から）先進国の中で唯一ユダヤ人を差別しなかったのは日本だけ」と教えている。

## 概要
反ユダヤ主義との初邂逅:1910年代
1918年(大正7年)、日本軍はロシアの反革命運動(白色運動)に協力するためシベリア出兵を行った。この際に日本軍は白軍経由で『シオン賢者の議定書』を入手した。『シオン賢者の議定書』は今日では偽造文書であるとされているが、当時は国際政治の重要な情報として扱われており、白軍兵士が同書のコピーを日本人将兵に配布した。これが日本人が「ユダヤ人による国際陰謀」という説が存在することを知るきっかけとなった。
シベリアから帰った久保田栄吉は1919年(大正8年)に同書を紹介した。
また、『シオン賢者の議定書』が日本に持ち込まれる際に、『マッソン結社の陰謀』というわら半紙に謄写版刷りの50枚ばかりの小冊子が持ち込まれた。これが日本ではフリーメイソン陰謀論がユダヤ陰謀論と同時に語られるきっかけになった。

### 『シオン賢者の議定書』の流布：1920年代
1923年(大正12年)、陸軍学校ロシア語教授樋口艶之助が北上梅石というペンネームで『猶太禍』（内外書房）を刊行し、同書の内容紹介を行った。
同年、『マッソン結社の陰謀』は「中学教育の資料として適当なものと認む」という推薦文とともに全国の中学校校長会の会員に配布された。
樋口の翻訳を読んだキリスト教伝道者酒井勝軍が1924年(大正13年)に『猶太人の世界征略運動』『猶太民族の大陰謀』『世界の正体と猶太人』など3冊を連続発表した。しかし、のちに酒井は親ユダヤ的な見解をとるようになっていった。
同年、社会学者若宮卯之助が『猶太人問題』（財団法人奉公会）を刊行している。
同年、「日本民族会」が設立された。
1925年(大正14年)、後の大連特務機関長安江仙弘が議定書の初の日本語翻訳を出版した。ロシア語の専門家である安江は、ソ連・ボリシェヴィキの指導者であるレーニンもユダヤの血が流れていて、トロツキーやジノヴィエフなどユダヤ系ロシア人革命家がいたことから、反革命側・白軍はボリシェヴィキによる革命を「世界制覇をたくらむユダヤ人による陰謀」とみなしていた。議定書コピーを全部隊に配布したほど猛烈な反ユダヤ主義者であった白軍指導者のグレゴリイ・セメノフ将軍のスタッフに任命された。「数十人の日本人兵士とともに、安江は議定書の叙述を読んで受け入れ、包荒子というペンネームで『世界革命之裏面』を著し全文を紹介した。また、安江は『国際秘密力の研究』など様々な反ユダヤ主義の出版物のために時間を費やした。」「ナチス・ドイツと日本の同盟を正式締結する1940年の日独伊三国同盟に日本が署名した時、自分の見解を（漸く）変えた」と主張されるが、安江が反ユダヤ主義から翻意するのはもっと以前からというのが通説である。実際に安江はパレスチナやエジプトを視察して帰国した後の1934年の『猶太の人々』で、「ユダヤ人一人ひとりみれば、全ユダヤ人が革命運動に参加しているのではなく、大財閥である訳でもない」「ユダヤ人だからといって、全員危険視すべきではない。」「我が国にとって、有害な人物もいれば、無害な人物も」いるというように、自身のユダヤ観を以下のように綴っている。
デビッド・クランツラーは安江の新たな親ユダヤという立場は、日本軍からの解任につながったと主張している。しかし、1935年2月に安江はハルビンで、日本民族とユダヤ民族間の親善実行団体である「世界民族文化協会」の会長となっている。1940年12月に日本陸軍大佐・大連特務機関長から、規定通り常備兵役を終えた者として予備役に編入されている。
安江が親ユダヤの立場を取る前に独自に訳本を出版した海軍の犬塚惟重とも接触し、陸海軍のみならず外務省をも巻き込んで、ユダヤの陰謀の発見などの具体的成果を挙げられなかった「ユダヤの陰謀」の研究を行ったと主張されている。

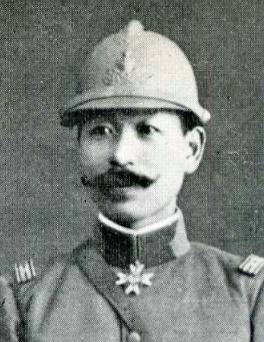
四王天延孝

1928年(昭和3年)9月に、誕生したばかりの思想検事の講習会が司法省主催で開催された。その中で四王天延孝陸軍中将により『ユダヤ人の世界赤化運動』が正科目として講座が開かれた。

#### ユダヤ陰謀論・フリーメイソン陰謀論への批判
満川亀太郎は1919年の『雄叫び』誌に載せた文章をはじめ、『ユダヤ禍の迷妄』(1929年)、『猶太禍問題の検討』(1932年)でユダヤ陰謀論を批判した。満川は、自分の他にもユダヤ陰謀説を批判している人はいるが、妄説を相手にしているのは大人げなく黙殺するという態度を取る人が多く、結果的に陰謀説の方が優勢を示したという。
吉野作造は1921年に『所謂世界的秘密結社の正体』という文章を書き、フリーメイソン陰謀論を批判した。
厨川白村は1923年5月に「個人主義傾向のユダヤ人に大きな団体的な破壊活動などが出来る筈がない」と主張した。
広島文理大教授（西洋史専攻）となる新見吉次は1927年5月の『猶太人問題』で、ユダヤ人の陰謀説が日本に相当根を張っている状況を憂い、歴史的事実を通してその批判を行っている。
八太徳三は稼堂文庫 の『想と国と人』に『猶太本国の建設』という文書を著し、ここで『シオン賢者の議定書』の捏造状況を記述した。

### 1930年代

#### 河豚計画・ユダヤ人救助
1934年(昭和9年)頃から、安江仙弘や犬塚惟重は、満州国経営の困難さを訴えていた人らと接触するうちに、ナチスによって迫害されているユダヤ人を助けて移住させることによってユダヤ資本を導入し、満州国経営の困難さを打開しようとする河豚計画を立てた。安江や犬塚は日ユ同祖論を展開、書籍を出版することなどによって一般大衆や軍にユダヤ人受け入れの素地を作ろうとした。結局河豚計画は失敗するが、数千人のユダヤ人の命が救助されたりと成果も残すこととなった。
日本の外務省は「猶太人ノ取扱ニ関スル件」を策定し、満州国への外貨導入のために、ユダヤ人の経済への影響力を鑑みて、これを刺激しないようにするという案を主張している。
オトポール事件や河豚計画にも関わった樋口季一郎は、1937年の第1回極東ユダヤ人大会に招かれてナチスの反ユダヤ主義政策を批判する演説を行っているが、日本の新聞では大会の存在すら報道されなかった。

#### 日独協定後の日本政府による猶太人対策要綱
日本は1936年に防共協定を締結し、反ユダヤ主義を国是とするナチス・ドイツとの関係を強めた。一方で1938年に発生したアンシュルス、ズデーテン併合、水晶の夜などの結果、ユダヤ人難民が多く発生することとなった。
しかし日本の各省庁のユダヤ人問題への対応はバラバラであり、統一した政策は存在していなかった。10月5日、「回教及猶太問題委員会幹事会」が開かれ、外務省・内務省・陸軍省の間で協議が行われた。この席でユダヤ人難民の通過や日本への渡航を断念させるよう工作することが決まったが、根本的な方針は建てられなかった。10月7日、当初は外務省から在外公館長へ『猶太避難民ノ入國ニ關スル件』という極秘の訓令が近衛文麿外務大臣の名で発せられ、ユダヤ避難民の日本入国を阻止する方針が各地の外交官に伝えられた。しかしリトアニア在カウナス領事館に副領事として務めていた杉原千畝はユダヤ難民に対して通過ビザを発給し、多くの人々を救った。戦後イスラエルにおいて杉原は日本人でただ一人諸国民の中の正義の人として顕彰されており、その存在は知られている。
同時期には満州国に多くのユダヤ人難民が訪れ、満州国と日本は入国は認めないが通過は認めるという対応を取った。しかし中国北部を占領していた陸軍北支那方面軍は管轄区域へのユダヤ人難民への流入を拒絶した。この状況で当初の入国拒否の方針を取り続ければ、これらのユダヤ人難民は国境地帯で進退不能な状況に陥ることが予想された。そんな中、陸軍の安江仙弘大連特務機関長は、独断でユダヤ人難民を大連経由で上海に移動させた。
12月6日、ユダヤ人問題への対応として『猶太人対策要綱』が五相会議において決定された。前文においてはユダヤ人積極的に保護することはしないものの、ドイツと同じように迫害するのは日本がかねて訴えてきた人種平等の理念に背くのみならず、対米関係の点からも望ましくもないとしている。
1. 現在日、満、支ニ居住スル猶太人ニ対シテハ他国人ト同様公正ニ取扱ヒ之ヲ特別ニ排斥スルカ如キ処置ニ出ツルコトナシ
2. 新ニ日、満、支ニ渡来スル猶太人ニ対シテハ一般ニ外国人入国取締規則ノ範囲内ニ於テ公正ニ処置ス
3. 猶太人ヲ積極的ニ日、満、支ニ招致スルカ如キハ之ヲ避ク。但シ資本家、技術家ノ如キ特ニ利用価値アル者ハ此ノ限リニ非ス

これは当時の各省庁の意見を総合してまとめたものであったが、各省庁は自らの立場を強調することに利用した。外務省は従来の入国拒否の方針を堅持し、陸軍は第三項の「利用価値ある者」を拡大解釈して有用なユダヤ人の積極的な招聘や外資導入のための論理として利用した。

#### マスコミ
1933年にドイツでナチス政権が成立する以前の新聞報道では、反ユダヤ主義はほとんど積極に取り扱われていなかった。ナチ党の権力掌握から間もない頃には、東京朝日新聞などでもナチスのユダヤ人迫害に対して批判的な論調が見られた。しかし、ナチスに対する支持が増幅するについて、反ユダヤ主義的な見解が広がり、黒正巌は大阪毎日新聞の紙上でナチスの経済政策を激賞し、労働精神を有しないユダヤ人はドイツ国民と断じて相容れず、「国民を利子の奴隷より解放しようとするならば、当然にユダヤ人を排斥せざるを得ないのである」と論じている。
1936年2月には貴族院議員赤池濃を理事長とし、日本新聞主筆であった若宮卯之助らジャーナリストが参加した、ユダヤ問題の研究を行うことを謳った国際政経学会が設立された。この会は公正なユダヤ人研究を行うとしていたものの、実際には反ユダヤ的色彩の強いものであった。この会の機関誌には長谷川泰造、桜沢如一、陸軍からは安江仙弘・犬塚惟重などが執筆者として参加している。
また熱狂的な反ユダヤ主義者として知られた四王天延孝予備役陸軍中将は、1936年に『シオン賢者の議定書』を日本語に再翻訳して出版した。1939年には赤池が政経書房より『支那事変と猶太人』を刊行している。
1938年のナチス・ドイツによるオーストリア吸収であるアンシュルス後に大阪朝日新聞は「ユダヤ人を清掃すればよい程度」という表現が用いられ、大阪毎日新聞も水晶の夜後にユダヤ人に対して課せられた賠償問題についても「ドイツ人がユダヤ人を煮て食はうが焼いて食はうが米国の口を出すべき問題ではない」と論じている。
1943年の第二次大戦中のイタリアの降伏後、毎日新聞はこれを「ユダヤの陰謀であつた」と断定し、「新秩序建設の軍は即ちユダヤを地上から抹殺する戦いでなければならぬ」と謳って、国際政経学会の長谷川泰造の「姿なき敵ユダヤの陰謀を破砕しなければならぬ」との主張を掲載している。

#### 宗教界
1937年には日蓮宗系宗教家の田中智學が反ユダヤ主義の喧伝を行った。田中智學はこう述べている。
「現在、世界のお金の60%から70%は猶太人の手にあると言われている。多くの貧しい国や一文無しの国は、結局どうにかするために海外からの資本を受け入れなければならず、必要なお金を借りるために猶太人に屈服しなくてはならない。概して猶太人は、輸送施設、電気プラント、鉄道、地下鉄に投資する…その理由は、これが各国で常に革命を扇動するための議定書に記された計画に基づいており、最終的には国家崩壊につながるためである。その後で、猶太人が乗っ取ることができるようにしている」
ブライアン・ビクトリアによると田中智學の喧伝によって日本で反ユダヤ主義が急速に広がった。

#### 小説
東京朝日新聞の記者で、児童向けフィクション作家であった山中峯太郎は1930年代に猶太禍（Yudayaka）「ユダヤ人の危険性」に関する物語を書いた。なお、山中は安江の陸軍士官学校における2年先輩であった。
山中は雑誌『少年倶楽部』に1932年から1年半『大東の鉄人』という小説を連載した。この物語の主人公は探偵（帝国陸軍の将校）の本郷義昭で、彼は大日本帝国を密かに転覆させようとするユダヤ人の秘密組織、影のシオン同盟の総司令である、赤魔バザロフと戦う。『大東の鉄人』からの典型的な引用として、
「世界中に約1350万人のユダヤ人が散らばっている。何百年も前、彼らは世界の富を丸飲みにした。特に米国、英国、フランスで、そして他の西洋諸国でも、裕福なユダヤ人が沢山いて人々のお金で自分達の望むことを何でもしている…この富は、ヨーロッパとアメリカを通じて、目に見えぬユダヤ人の力を増やすために使われている…これらの恐ろしいユダヤ人はシオン同盟と呼ばれる秘密結社を持っている。シオン同盟の目的は…全ての国をユダヤ人で支配すること…これは真実の世界的陰謀である。」
1945年8月、日本の降伏と共に山中は執筆を中止したが、講談社は1970年代までこのシリーズの表現を一部修正した上で再版し続けた。戦後再版は、反ユダヤの言及となる箇所（「日本を呪うシオン同盟」「待て四十九日！」）が小見出しごと全削除され、シオン同盟という名称も「マルキ同盟」に変更されている。
また、海野十三の『浮かぶ飛行島』 や北村小松らもユダヤ人を敵の首領とする子供向け冒険小説を書いている。太宰治も戦時中はユダヤ陰謀論的に自著が扱われたと戦後書いている。1956年産まれで上智大学非常任教師の松浦寛は「戦前の日本では反ユダヤ主義的言説が日常的に流通していた」としている。

### 第二次世界大戦開始以降

#### 上海のユダヤ人
第二次世界大戦が勃発した1939年には、約1万8千から2万人のユダヤ人が上海に居住していた。
1941年、親衛隊のヨーゼフ・マイジンガー親衛隊大佐が大使館付付警察連絡官として赴任し、151人の在日ユダヤ系ドイツ人の国籍を剥奪するなどユダヤ人の摘発に当たった。
マイジンガーに関しては、日本政府に対してユダヤ人絶滅計画への関与を持ちかけたという説がある。マイジンガーは1942年7月に上海にわたり、日本占領下の上海を訪れ、上海に居住するユダヤ人の絶滅を提案した。彼の提案は、揚子江三角州にある崇明島での強制収容所の建設、岩塩坑での強制労働、または貨物船に乗せて撃沈するか、島に置き去りにして飢えさせるというものであった。しかしマーヴィン・トケイヤーとメアリー・シュオーツの『河豚計画』によれば、日本総領事館員の柴田貢という人物が反対し、憲兵隊によって投獄されて日本に送還された。ただし、日本外務省などの記録にはマイジンガーの要請に関する資料は残っておらず、マイジンガーおよびその妻の戦後における取り調べでも、マイジンガーがこの時期上海に渡ったことはないとされている。またこの時期上海海軍武官府特別調査部部長を務め、上海ゲットー建設にあたった實吉敏郎海軍大佐の日記にもマイジンガーを含めたドイツ人が、日本側に要求を行ったことを示すものはない。このためマイジンガーの要請は単なるフィクションであるという指摘もある。
1943年2月18日、日本の上海陸海軍司令官は虹口区に「無国籍避難民指定居住区」を指定し、ユダヤ人を始めとする無国籍者の居住・営業をこの地域内に限定した。これは上海ゲットーとよばれる。人口密度がマンハッタンの約2倍のスラムだった。ゲットーは日本の兵士により隔離されており、ユダヤ人は特別な許可がある場合だけそこから出ることが許された。戦時中に上海ゲットーでは約2000人が死亡した。
ただし、虹口はもともと所得が低い人々が集まる街であり、多くの無国籍者ユダヤ人は当初から虹口で生活をしていた。居住区内での生活・営業は自由であり、許可さえ得られれば区域外での営業を行うこともできた。このため日本側の措置で打撃を受けたのは、それまで比較的経済状態の良かった一部のユダヤ人であった。またこれらの措置はあくまで1937年1月1日以降に上海に居住した無国籍者を対象としたものであり、それ以前に居住していたものはユダヤ人であっても区域外に居住できた。また、従来虹口に在住していた中国人もゲットー内にそのまま居住しており、あくまで日本側の治安対策上の措置であり、人種的にユダヤ人を対象としたものではなかった。
上海ゲットーに押し込められたユダヤ人はヨーロッパ諸国で受けたような暴力的迫害はされていない。ただし避難⺠処理事務所所員であった合屋叶は営業申請を行おうとするユダヤ人を殴りつけることで恐れられており、日本側の過酷な支配の象徴とされている。

#### 内地における動き
1940年12月31日、松岡洋右外相はユダヤ人の実業家団体に「 私はどこにも、ヒトラーの反ユダヤ主義政策を日本で実行すると約束したことはない。これは私の個人的見解ではなく、日本の見解である」と伝えている。しかし、D.A.カプナーとS.レヴィンは1945年まで（同盟のナチスドイツがやっていた）ホロコーストは東京の大本営によって体系的に隠蔽されていたと主張している。
1941年（昭和16年)、鹿島健は表紙・ 空白含めて54ページで構成される『英国を支配するユダヤ力』（政経書房、国際秘密力研究叢書）を刊行した。
ナチスのプロパガンダ担当グラーフ・フォン・デュルクハイムの友人であり師匠でもあった三宝教団創設者で禅僧の安谷白雲は1943年の(道元禅師と修証義)でこう述べた。
「私たちは、認知しうる世界において平等の「存在」らしきことを主張する猶太人の悪魔の教えの存在に気付かなければならない、それによって私たち国家社会の秩序が歪められ、「政府の」統制が破壊されている。それだけでなく、これら悪魔の陰謀者たちは深遠な虚妄と盲目的な信念を持っている…彼らだけが神によって選ばれ、「それゆえに」非常に優秀な者達である。このすべての結果は、全世界の「統制」と支配を乗っ取り、今日の大きな動乱を煽っている油断ならない企みである。
ブライアン・ビクトリアは安谷を「戦争賛成のスタンスに悪意ある反ユダヤ主義を統合する少数の禅師の一人だった」とし、日本の反ユダヤ主義は「明治時代に日本社会で制度化した仏教が果たした「自家製の」反動主義な社会的役割の中心」から独立して進化したと主張する。
1943年には四王天延孝が反ユダヤ主義を訴えて衆議院議員となっている。1944年1月26日の第84回帝国議会で四王天はユダヤ人問題について質問をするが、回答した安藤紀三郎内相、岡部長景文相、天羽英二(内閣情報局総裁)いずれも四王天の意を迎え、反ユダヤ主義的回答を行った。
また大阪毎日新聞は四王天を講師として迎えた企画展「国際思想戦とユダヤ問題講演会」などの、類似の反ユダヤ主義勉強会やイベントをたびたび開催し、主筆の上原虎重も講師として加わっていた。大阪毎日新聞はこのほか、連合軍によるローマ空襲でバチカンが被害を受けたことも「ユダヤ人とユダヤ思想を基礎とするフリー・メーソンリの計画」であると社説に掲載したほか、連合国の指導者を「ユダヤ民族の総帥」であるとしたり、白鳥敏夫、大串兎代夫、大場彌平、長谷川泰造などの執筆陣でたびたび反ユダヤ主義・陰謀論的な論説を掲載した。

### 戦後
ハンガリー系ユダヤ人として、ハンガリーのブダペスト市で生まれ育ち、ホロコーストから生き残ったヤーノシュ・ツェグレディは1967年に日本に移住してきた。ツェグレディの母は、1945年4月にリヒテンヴェルト強制収容所から解放され、父は同年5月4日にオーストリアのマウトハウゼン強制収容所から解放されたが28kgしかなかった。その後に一家はハンガリーで再会を果たした。ヤーノシュはドイツによるユダヤ人対象の国費留学をし、ドイツに居た日本人の同僚と親しくなった縁で1967年に東京に移住することにした。ユダヤ系アメリカ人であるクーリエ・ジャポン編集部員は、ヤーノシュがホロコースト生き残りの中で唯一日本在住として、2022年にインタビューしている。ヤーノシュはインタビューにて、「私が来日した当時の日本には、外国人はほとんどいませんでした。暮らしはとても快適で、日本の美意識や習慣もとても気に入りました。日本人の礼儀正しさと温かさもです。」「ときどき街で人にじろじろ見られることはあったけれど、ユダヤ系外国人として差別されたことはなく、日本人に温かく迎えられていると常に感じてきました」と答えている。

### 1970年代
新左翼によるユダヤ差別とテロ :1972年5月30日、3人の日本赤軍メンバーが、ローマからのエールフランス132便でテルアビブ近くのロッド空港に到着し、パレスチナ解放人民戦線（PFLP）の代理だとして、空港の待合エリアで、自動小銃を取り出して空港職員や来訪者に発砲し、26人が死亡し、80人が負傷した（テルアビブ空港乱射事件) 。
ユダヤ人成りすましと出版1979年、『日本人に謝りたいあるユダヤ人の懺悔』という本が出版された。本の著者モルデカイ・モーゼ（ラビと称された）とは、実際にはこの本の翻訳者である久保田政男の仮名だった。仮名が発覚して以降、久保田は自分の名前でフリーメイソンやロックフェラーなど陰謀論を扱った本を刊行した。久保田はまた、1945年8月6日午前8時15分に広島県広島市に原子爆弾（原爆）「リトルボーイ」を投下した航空機である「エノラ・ゲイ（Enola Gay）」とはイディッシュ語で「天皇を殺す」という意味だという嘘を著書で主張した。

### 1980年代
1981年の五島勉『ノストラダムスの大予言III-1999年の破滅を決定する「最後の秘史」』でもユダヤ陰謀説は展開された。
1984年、自民党議員で経済評論家の斎藤栄三郎が『世界を動かすユダヤパワーの秘密』(日本経済通信社）を出版した。この本はユダヤ人の陰謀理論に基づいている。
反資本主義・反シオニズムを掲げていたイスラエルの新左翼政治団体であるマツペンの影響を受けたフォトジャーナリストの広河隆一は、1983年の『ベイルート1982 イスラエルの侵攻と虐殺』以降から親パレスチナ、反イスラエル的な言動・出版を行った
1986年、『ユダヤが解ると世界が見えてくる』という本が日本のベストセラーになった。この本もまた議定書に基づいており、著者の宇野正美は、アシュケナジム（白人系ユダヤ人）は実際はハザール人の子孫であり、したがって彼らは「偽のユダヤ人」で、セファルディム（アジア系または中東系ユダヤ人）が真実のユダヤ人の血統だと書いている。彼によると、日本人の中にはイスラエルの失われた10部族の子孫がいて、日本のセファルディムがアシュケナジムを敗北させうるという。
読売新聞は宇野の説を好意的に取り上げた。辻隆太朗によると、自民党保守派は憲法記念日の大会に宇野を招待するなど、この種のユダヤ陰謀論は一部のマニアックな言説としてだけではなく、日本のメインストリームにも受け入れられていたとしている。一方で、これに反論する著書も刊行された（宮崎正弘著『ユダヤにこだわると世界が見えなくなる』）。

### 1990年代
1991年、元トロツキー主義者の太田竜が『ユダヤ七大財閥の世界戦略―世界経済を牛耳る知られざる巨大財閥の謎』(日本文芸社)を出版し、以降、反ユダヤ主義のユダヤ陰謀論を喧伝する著作を多数刊行した。太田によれば、大前研一、創価学会などはユダヤの手先である。彼はユースタス・マリンズの本などを日本語に翻訳した。
1989年から1995年にかけて物議をかもした宗教団体オウム真理教が、布教活動の一環として日本人読者を引き付けるためにユダヤ人陰謀説を配布した。教祖の麻原彰晃は、1973年の五島勉の著書『ノストラダムスの大予言』をはじめとするユダヤ陰謀説書籍の影響を受け、信者にこの手の陰謀によってハルマゲドンが起こされる日が近いと危機を煽った。オウム真理教の幹部の一人である村井秀夫は、刺殺された時に「ユダヤにやられた」と発言した、と報じられた。後にオウムはこれらの大衆書物を捨て去り、彼らの名前をヘブライ語アルファベットの最初の文字であるアレフに変更した。しかし、オウム事件の忘却と共に旧教団の思想を徐々に復活させていると伝えられる。
1995年2月、日本の男性向け月刊誌で25万部数の『マルコポーロ』が、医師の西岡昌紀によるホロコーストを否定する記事を掲載した。
ロサンゼルスに本拠を置くサイモン・ウィーゼンタール・センターは、フォルクスワーゲン、三菱、カルティエを含む、文藝春秋広告主にボイコットを呼びかけた。その数日以内に、文藝春秋はマルコポーロの廃刊とその編集長花田紀凱の解任を行い、文藝春秋の社長田中健五も同様に辞任した(マルコポーロ事件）。
1999年には『週刊ポスト』の「長銀『われらが血税5兆円』を食うユダヤ資本人脈ついに掴んだ」記事（10月15日号)でジャーナリストの歳川隆雄と同誌取材班が、リップルウッド・ホールディングスによる日本長期信用銀行の買収に関する話を掲載した。
「巨大な力を誇り世界の金融市場を網羅しているユダヤ金融資本の強い意志が長銀買収の背後にある。ユダヤ金融資本の攻勢が、1997年のアジア通貨危機によってもたらされた企業間の生き残り闘争を激化させるだろうことは、想像に難くない。」
この記事に対してサイモン・ウィーゼンタール・センターが抗議し、小学館は謝罪した。同誌は「多くの日本人が持っているユダヤ人の固定観念的なイメージから問題が起こった」と説明した。
日ユ同祖論20世紀の終わりには、日ユ同祖論に関する多くの本が販売された。世界のユダヤ人支配を主張した数多の理論と説明が出回った。これらの本は「トンデモ本」と呼ばれ、オカルトとタブロイドのような推測の要素を含んでいた。なお、日ユ同祖論自体は、日本とユダヤの祖先が同じであるとの主張であり、「親ユダヤ的な主張」もある一方、祖先が同じであるがゆえに「ユダヤも日本と同じく民族の誇りを回復して、世界を睥睨する地位に就かんとしている」と警鐘を鳴らす反ユダヤ的主張があり、日ユ同祖論には「親ユダヤと反ユダヤが矛盾なく同居している」特徴があるのだと、内田樹は説明する。

### 2000年代以降
2009年3月8日、政治ジャーナリストでテレビ朝日の『サンデープロジェクト』の主催者田原総一朗が、あなたの父親の田中角栄元首相は「アメリカにやられた、ユダヤ人と小沢（当時、民主党代表）にもだ」と生放送中に田中真紀子に語った。サイモン・ウィーゼンタール・センターは、この田原の発言を強く批判した。
作家の鬼塚英昭はロスチャイルド家による世界支配について論じた
2014年2月、東京都の図書館などで『アンネの日記』などユダヤ関連書物が破られたアンネの日記破損事件が発生した
。
3月に36歳の男性が逮捕されたが、検察は精神鑑定の結果、心神喪失であったとして不起訴にした。
2014年の500人へのADL電話調査によると、日本の成人人口の23%± 4.4%が反ユダヤ主義の立場を心に抱いており、「ユダヤ人は他の人々よりも優れていると思う」に46%の人が同意し、「ユダヤ人は日本よりもイスラエルに対してより忠実である」の回答が約半分(49%)だった。しかし、このADLの調査は「 反ユダヤ主義の立場を心に抱く」という分類の中で不合理に単純化されているという欠陥がある（flawed）と批判されている。
1973年生まれで立教大学文学部准教授（専門:北欧中世史・西洋中世史）の小澤実は2017年11月の(近代日本の偽史言説) にて、ユダヤ人社会が存在せず、ユダヤ人を憎悪する土壌のなかったはずの当時の日本で、「『シオン賢者の議定書』とユダヤ陰謀論が同時に流入・伝搬した」とし、その理由を幕末期の儒学者大橋訥庵が著した攘夷論『闢邪小言』の中に、日本にはユダヤ陰謀論を受け入れる土壌が既にあったからだとしている。小澤は「訥庵は『闢邪小言』の中で、日本が「義の国」から「商人国」へと堕落することを危惧し、キリスト教が平等主義を旗印として世界制覇の野望を持っていた」と論じている。更に小澤は、日本にシオン賢者の議定書が紹介される100年も前に、日本を滅亡させる世界規模の陰謀を想定した独自の理論が構築されていたと主張している。
前述の通り、ハンガリー系ユダヤ人でホロコーストから生き残り、1967年から東京のユダヤ系コミュニティにも属している在日ユダヤ人のヤーノシュ・ツェグレディは、2022年1月27日の国際ホロコースト記念日にユダヤ系アメリカ人のクーリエ・ジャポン編集部員からインタビューされた際に「ときどき街で人にじろじろ見られることはあったけれど、ユダヤ系外国人として差別されたことはなく、日本人に温かく迎えられていると常に感じてきました」と答えている。
大橋尚泰は、保守系の展転社から出ている季刊のムック本『國の防人』第27号（2023年）に「反ユダヤの十九世紀フランス文学アンソロジー」、第28号（同）に「國体を破壊するユダヤのポリコレとフランス革命の理念」、第29号（2024年）に「ユダヤの世界語の野望に迎合して失われるわが国の美風」、第30号（同）に「反ユダヤ主義史観による普仏戦争と大東亜戦争」、第31号（同）に「ユダヤの危険性を見抜いていたパリの商人の陳情書」を掲載している。

## ユダヤ人学者による日本におけるユダヤ人論評
戦前のドイツ産まれアメリカ育ちのユダヤ人であるデビッド・クランツラーは、日本とヨーロッパの反ユダヤ主義の違いについて以下のように論じた。
「日本とヨーロッパの間にある反ユダヤ主義形態の区別の鍵は、ユダヤ人を悪魔、反キリストあるいは償還（贖罪）しえぬ者だと識別するキリスト教の長い伝統の中に存在するように思える……日本人はこのユダヤ人のキリスト教的イメージを欠いており、彼らの議定書の読み方は全く異なる展望をもたらした。キリスト教徒は排除することでユダヤ人の問題を解決しようとした。日本人は、ユダヤ人の巨大な富と権力を日本の利益に活かそうとした。
ベトナム戦争の徴兵忌避を理由に1967年から5年間日本に滞在し、京都産業大学でロシア語とポーランド語を教える傍ら宮沢賢治を読み日本語を習得した、アメリカ産まれのユダヤ系オーストラリア人で作家・翻訳家・東京工業大学世界文明センター長・東京工業大学名誉教授であるロジャー・パルバースは、2014年に四方田犬彦と出版した「こんにちは、ユダヤ人です」で二回結婚していることを明かした上で、「最初の妻は宣教師の娘だからユダヤとは関係ない。今の妻もユダヤ人じゃないし、子どもにはユダヤ人のことは何も教えていないです。彼らはユダヤ人のことを知らない。それでいい。「ユダヤジン」であることが自分の代で終わるということは、全然構わないんです。」と自身の考えを述べ、「皆さん、見てください。これがあったことをぼくたちはわかっている。それがまた起ころうとしている。だからどうか助けてください」というのがユダヤ人です。いつまでも自己憐憫の気持ちになって、一番ひどい目に遭ったのは自分だと言い続けるのは、ぼくは逆にユダヤ人じゃないと思います。だからイスラエルはユダヤ人じゃない。」とイスラエルを否定している。日本人はユダヤ人=イスラエルとなっているとし、日本について次のように語っている。
1999年03月26日にロシア系ユダヤ人でアメリカのイリノイ大学教授であるデイヴィッド・グッドマンは、「日本人はなぜ、ユダヤ人が「好き」なのか！？ 実際に接する機会はほとんどないのに、左翼も右翼も、知識人もジャーナリストもユダヤ人を語りたがる。その馬鹿げた空想の背景にあるのは、深刻な精神荒廃だ！」として『ユダヤ陰謀説』という著書を出版した。